# Mandélonitrile
Le mandélonitrile  est un composé aromatique de formule C8H7NO. C'est le nitrile de l'acide mandélique ou la cyanhydrine du benzaldéhyde. Chiral, il existe sous la forme de deux énantiomères R et S, mais c'est principalement l'isomère (R)-(+) qui est présent dans la nature.

## Occurrence
De petites quantités de mandélonitrile sont présentes dans les noyaux de certains fruits. Le mandélonitrile est l'aglycone de nombreux glycosides cyanogènes ; l'énantiomère R est ainsi notamment l'aglycone de la prunasine (glucoside), de l'amygdaline (gentiobioside) et de la vicianine (vicianoside), l'énantiomère S étant celui de la sambunigrine (glucoside). La prunasine bêta-glucosidase est une enzyme catalysant la réaction entre la prunasine et l'eau pour donner le D-glucose et le mandélonitrile.
Le mandélonitrile peut être séparé en cyanure et benzaldéhyde, une réaction catalysée par l'enzyme mandélonitrile lyase (en).

## Propriétés
Le mandélonitrile est un liquide jaune difficilement inflammable (point d'éclair de 86 °C), très peu soluble dans l'eau, mais soluble dans l'éthanol, le trichloroéthane et l'éther diéthylique. Il se décompose lorsqu'il est chauffé à plus de 170 °C.

## Synthèse
Le mandélonitrile racémique peut être obtenu de la même façons que de nombreuses autres cyanhydrines. Dans un synthèse monotope, le benzaldéhyde est mis à réagir avec le bisulfite de sodium pour donner l'adduit correspondant ; celui-ci réagit ensuite avec une solution aqueuse de cyanure de sodium ou de cyanure de potassium pour donner le produit racémique, :

## Utilisation
L'énantiomère (R)-(+) naturel est utilisé comme intermédiaire dans la synthèse de nombreux composés optiquement actifs tels que des acides α-hydroxylés, des α-hydroxyaldéhydes, des α-hydroxycétones et des 2-aminoalcools.